# Les Fils enchevêtrés des marionnettes
Les Fils enchevêtrés des marionnettes (titre original : The Tangled Strings of the Marionettes) est un roman court de science-fiction écrit par Adam-Troy Castro, paru en 2003 puis traduit en français et publié aux éditions Le Bélial' en 2024. Il est la suite du roman court La Marche funèbre des marionnettes paru six ans plus tôt.

## Résumé
La planète Vlhan possède une caractéristique qui la rend des plus originales parmi les millions de planètes de la Confédération homsap qui regroupe les homo sapiens. Le Ballet annuel des marionnettes, nom familier par lequel les humains désignent les Vlhanis, est un spectacle de danse auquel participe cent mille de ces créatures. Les Vlhanis sont une espèce sentiente dont le corps est composé d'une sphère noir brillant parfaitement lisse d'environ un mètre de diamètre sur laquelle sont attachées entre huit et vingt-quatre tentacules noir luisant appelées fouet. Ces fouets peuvent mesurer jusqu'à trente mètres et sont totalement souples mais capables de devenir extrêmement rigides et véloces. Ils servent de moyens de déplacement, préhension et communication.
Chaque année, cent mille Vlhanis se rassemblent et se mettent à danser dans un ballet soigneusement chorégraphié, pour ne jamais s'arrêter. Soit leur cœur explose sous cet effort infini, soit certains danseurs perdent la maîtrise de leurs fouets et tuent leurs congénères par inadvertance. Personne ne ressort vivant du Ballet annuel des marionnettes. Ce spectacle est vu par les planètes de la Confédération homsap comme ce qu'il y a de mieux en matière artistique, même si aucune espèce sentiente ne parvient à le décrypter.
Quelques années après qu'Isadora, une danseuse humaine augmentée notamment par des implants de tentacules, ait été la première créature non-vlhani à être acceptée dans le ballet, Paul Ryoko, un shooter de neuropics est envoyé sur Vlhan pour faire un reportage sur Shalakan, une danseuse au talent comparable à celui de son illustre ainée et qui va suivre son funeste destin. Paul rencontre Shalakan mais également son mari Dalmo, augmenté tout comme elle mais qui n'a pas été retenu pour participer au ballet. En effet, ses diverses augmentations neuronales entrent souvent en conflit, réduisant ses mouvements à une lenteur extrême. Mais les Vlhanis semblent lui vouer une sorte d'adoration, à l'image de Ch'tpok, une humaine naturalisée riirgaane qui accompagne amoureusement Dalmo.
Le reportage de Paul prend fin cinq jours après son arrivée sur Vlhan avec le début du ballet suivi par le décès inévitable de Shalakan. Paul n'a pu passer que très peu de temps avec la danseuse le premier jour puis celle-ci s'est retirée pour se préparer. Les quatre jours suivant ont été l'occasion pour lui de beaucoup échanger avec Ch'tpok et de comprendre petit à petit l'importance de Dalmo et son destin également tragique. Dalmo a compris que le Ballet ne doit pas être appréhendé comme un spectacle annuel mais comme un spectacle s'étalant sur un nombre considérable d'années et dont l'occurrence annuelle ne constitue qu'une petite partie. Et il est le seul à avoir la vision artistique de quelle sera sa fin et de comment orchestrer les ballets afin d'y arriver. Mais cette connaissance intellectuelle se heurte à son incapacité physique à ne serait-ce que pouvoir montrer des mouvements de danse.